# كاثرين كلارك فينسيلاو
كاثرين كلارك فينسيلاو (بالإنجليزية: Catherine Clarke Fenselau)‏ (مواليد 15 أبريل 1939) هي عالمة أمريكية كانت أول من تدرب في مجال قياس الطيف الكتلي في كلية الطب الأمريكية. التحقت بكلية طب جونز هوبكنز في عام 1968.
تخصصت في التطبيقات الطبية الحيوية لقياس الطيف الكتلي. واعترف بها كعالم بارز في مجال الكيمياء التحليلية الحيوية بسبب عملها باستخدام الطيف الكتلي لدراسة الجزيئات الحيوية.

## طفولتها وتعليمها
ولدت كاثرين لي كلارك في 15 أبريل 1939، في يورك، نبراسكا. تخرجت من كلية برين ماور في عام 1961 وحصلت على درجة البكالوريوس في الكيمياء. حصلت على الدكتوراه في الكيمياء العضوية في عام 1965 من جامعة ستانفورد، إذ عملت مع كارل جيراسي. يعتبر مطياف الكتلة العضوية مجالا جديدًا وكان له تأثير محتمل كبير على صناعة المستحضرات الصيدلانية. كان مطياف الكتلة أداة جديدة لفحص هياكل الجزيئات النباتية الصغيرة. فحص مختبر جيراسي التأين الإلكتروني للجزيئات، ودرس الآليات الأساسية مثل التفتيت ونقل الهيدروجين. من أجل بحث أطروحتها، صنعت كاثرين سلسلة من نظائرالدوتيريوم من الأمينات والكحوليات والاسترات والأميدات. وأمضت العامين التاليين في مناصب ما بعد الدكتوراه، إذ حصلت على زمالة من 1965 إلى 1966 من الرابطة الأمريكية للنساء الجامعيات بجامعة كاليفورنيا في بيركلي مع ميلفين كالفين. في عام 1967 عملت في مختبر علوم الفضاء التابع لناسا مع ميلفين كالفين وأ. ل. بورلينجامي. كان مختبر كالفين يطور طرقًا لاستخدامها في تحليل عينات الصخور القمرية. وصفت كاثرين تقنية تحليل لإعداد عينات الدهون من صخور القمر، قبل أن تكون عينات القمر الفعلية متاحة للاختبار.
تزوجت، أولاً، ألان إتش. فنسيلاو، الذي أنجبت منه ولدين، توماس وأندرو، وتزوجت ثانيا من روبرت ج. كوتر.

## كلية الطب في جامعة جونز هوبكنز
كانت الدكتورة كاثرين أول من تدرب في مجال قياس الطيف والتحقت بجامعة طبية وذلك عندما انضمت إلى مختبر القياس الطيفي الشامل في قسم الصيدلة في جامعة جونز هوبكنز عام 1968. لم تمتلك جامعة هوبكنز، عندما انضمت كاثرين، أدوات المطياف الكمي. أجرت فينسيلاو بحثها الأول باستخدام معدات مختبرات المعاهد الوطنية بقيادة سيارتها إلى هناك.  قدم كل من بول تلالاي، رئيس قسم الصيدلة، وألبرت ل. هانينجر، رئيس قسم الكيمياء البيولوجية، مقترحات لتمويل حالة مطياف الكتلة الحديثة. وقد نجحوا في الحصول من المؤسسة الوطنية للعلوم على تمويل لدراسة مطياف الكتلة ذي التركيز المزدوج (CEC 21-110) بإشراف الدكتورة كاثرين.
مُنحت فينسيلاو تفويضا كبيرا لعملها، إذ قالت «عندما ذهبت إلى جامعة هوبكنز، أدرك العديد من الأشخاص في القسم أننا نحتاج إلى أداة لقياس الطيف الكتلي، خاصة لتحليل المنشطات كما شجعوني على إيجاد استخدامات أخرى للقياس الطيفي الشامل في البيولوجيا والكيمياء الحيوية وبحوث الطب الحيوي. كان أنسب وصف للوظيفة الخاصة بي هو استغلال الطيف الكتلي لدعم الكيمياء الحيوية والبحوث الطبية الحيوية. كان ذلك رائعًا».
قامت كاثرين بعمل كبير في مجال علاج السرطان ومكافحة السرطان إذ درست أدوية مثل سيكلوفوسفاميد. ساعدت طبيب الأورام أ.م كولفين بتحديد المستقلب النشط للسيكلوفوسفاميد، ونشر الكمية الأولى للعقار ومكوناته  في البول والدم. كما قادت عملية تطوير الطرق التركيبية والتحليلية للجلوكورونيدات، ودرست تفاعلات الجلوكورونيدات المرتبطة بالأسيل (الإنزيمات) مع مارتن ستوجنيو وهو العمل الذي كان مهمًا في فهم أمراض الكبد التي تسببها المخدرات.

## جامعة ميريلاند
على الرغم من أن كاثرين فينسلاو وزوجها الثاني روبرت كوتر عملا في مجال القياس الطيفي الشامل في جامعة جونز هوبكنز، فقد اختاروا تطوير مهن مستقلة بدلاً من مختبر مشترك. إذ قالت كاثرين «لقد شعرنا أنه يمكننا تقديم ضعف عدد المساهمات في العلوم إذا كان لدينا مختبران منفصلان وتطورنا بطرقنا الخاصة التي تعكس مهاراتنا ومؤسساتنا الخاصة.» في عام 1987، انتقلت كاثرين إلى جامعة ماريلاند، مقاطعة بالتيمور لتصبح رئيسة قسم الكيمياء والكيمياء الحيوية. اختارت هذه الجامعة بالتحديد لأنها أرادت فرصًا أكبر للتدريس، ما مكنها من أن تكون واحدة من أوائل أعضاء هيئة التدريس المشاركين في برنامج مايرهوف للمنح الدراسية، وهي مبادرة من رئيس الجامعة فريمان هرابوسكي لجذب الأقلية من الباحثين الجامعيين.
تمكنت فينسيلاو بتمويل من المعاهد الوطنية للصحة وجبهة الخلاص الوطني وغيرهم من إنشاء أحدث مختبر لقياس طيف الكتلة في مركز الكيمياء الحيوية الإنشائية. تضمنت المعدات مطياف (JEOL HX110 / 110) رباعي القطاعات، ومطياف كتلة رباعي من شركة (Hewlett Packard)، مع شعاع الجسيمات ومصادر الأيونات الكهربائية، ومطياف ذو تردد 500 و600 ميجا هيرتز. تضمنت المجالات البحثية التي درست في المختبر هيكل البوليمرات الحيوية والكيمياء الحرارية للأيونات والنتروب الملزم للبروتون وترافق الجلوكورونيد والغلوتاثيون والآليات الممكنة لمقاومة الأدوية المكتسبة. في يونيو 1987، أشرفت كاثرين على تركيب جهاز لتحويل مطياف الكتلة في مختبرها. استخدم مطياف الكتلة الفورية مجالًا كهربائيًا قويًا لحبس وإثارة الأيونات وقياس الإشارات الكهربائية الناتجة. عينت كاثرين رئيسة قسم الكيمياء في جامعة ميريلاند، كوليدج بارك في عام 1998، وأشرفت على تفكيك ونقل وإعادة تجميع الأداة المعقدة، ونقلها بأمان إلى مختبرها الجديد.
بالإضافة إلى ذلك، درست كيمياء الأيونات الغازية، التفاعلات الكيميائية للعقاقير مع البروتينات، وتعديل ما بعد الترجمة في الاصطناع الحيوي للبروتين. في عام 2005، عملت كعميد مؤقت لكلية الدراسات العليا ونائب الرئيس المساعد للبحوث في قسم الكيمياء والكيمياء الحيوية. وكانت رئيسة الجمعية الأمريكية للقياس الطيفي والرئيس المؤسس لمنظمة البروتيوم البشري وكبير نواب رئيس هذه المنظمة دوليا. كما كانت المحرر المؤسس لقياس الكتلة الحيوية الطبية (المعروفة الآن باسم مجلة مطياف الكتلة) ومحرر مشارك في الكيمياء التحليلية. وقد نشرت أكثر من 350 مقالة خاضعة لمراجعة الأقران.تواصل كاثرين التدريس في جامعة ميريلاند  كوليدج بارك. تلقى أكثر من 150 من الزملاء بعد الدكتوراه، وطلاب الدراسات العليا والطلاب الجامعيين تدريباً في مختبراتها في كلية جونز هوبكنز الطبية، وجامعة ميريلاند كوليج بارك.

## الجوائز
حصلت الدكتورة فينسيلاو على العديد من الجوائز الهامة، منها ما يلي:
- ميدالية غارفان سنة 1985 كامرأة متميزة في الكيمياء.
- كيميائية السنة في ميريلاند، من  الجمعية الكيميائية الأمريكية، سنة 1989.
- جائزة المعاهد الوطنية للصحة (1991-2001).
- جائزة فيلد وفرانكلين للمساهمات في قياس الطيف الكتلي، الجمعية الكيميائية الأمريكية، 2008.[12]
- ميدالية طومسون، المؤسسة الدولية لقياس الطيف الكتلي، 2009.[13]
- جائزة رالف آدمز في الكيمياء التحليلية الحيوية، 2010
- جائزة المساهمة المتميزة، من الجمعية الأمريكية للقياس الطيفي، 2012.[14]